# Duguetia lepidota
Duguetia lepidota este o specie de plante angiosperme din genul Duguetia, familia Annonaceae. A fost descrisă pentru prima dată de Friedrich Anton Wilhelm Miquel, și a primit numele actual de la August Adriaan Pulle. Conform Catalogue of Life specia Duguetia lepidota nu are subspecii cunoscute.